# Tux Paint
Tux Paint è un software per il disegno libero a mano attraverso il mouse.
Una finestra, contornata da strumenti per il disegno, la scrittura, la stampigliatura di soggetti pre-disegnati, secchiello per il riempimento delle aree tracciate, gessetti, pennarelli, matite, sfumini, spray, gomma per cancellare, palette dei colori, bacchette magiche, e numerose altre funzionalità grafico-pittoriche e sonore di contesto, fanno di questo programma un mezzo per facilitare l'approccio all'interfaccia, non sempre facile del personal computer da parte dei più piccoli (bambini dai 3 ai 12 anni) e dei soggetti diversamente abili.
Il software è disponibile in versioni adatte a numerose piattaforme (Windows, Linux, Mac OS, DOS con Hx extender) ed è eseguibile anche su alcuni computer palmari.